# Ogden
För andra betydelser, se Ogden (olika betydelser).
Ogden är en stad i Weber County i delstaten Utah, USA, med 82 825 invånare vid folkräkningen 2010. Ogden är administrativ huvudort (county seat) i Weber County. 
Staden är en järnvägsknut och som sådan har den relativt mycket handel och tillverkning. Ogden har flera historiska byggnader. Staden ligger nära Wasatch Mountains och har ett universitet, Weber State University. Flygvapenbasen Hill Air Force Base är belägen söder om staden.
Staden grundades 1846 av Miles Goodyear som Fort Buenaventura. I november 1847 köptes dock marken av mormoner. De kallade staden Brownsville, men bytte namn till Ogden efter en brigadledare i Hudson Bay-kompaniet, Peter Skene Ogden. Han var en kanadensisk pälshandlare till ursprunget. 
Idag är det den näst största staden i staten Utah, som sådan har den en stor mormonsk population. Två örlogsfartyg i USA:s flotta har fått sina namn efter staden. Dessa är USS Ogden (PF-39), byggd 1943 respektive USS Ogden (LPD-5) byggd 1964.

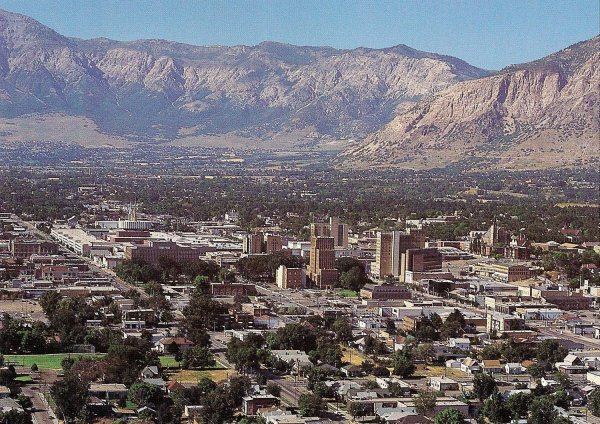
Ogden